# Pedro Lucas Urribarrí
Pedro Lucas Urribarrí (Santa Rita, estado Zulia, Venezuela; 18 de mayo de 1777-15 de julio de 1848) fue un militar de grado coronel en la Guerra de Independencia de Venezuela.

## Carrera
Hijo de Don Blas Urribarrí Prieto y de Ana Josefa Prieto Garcia (parda libre). Hizo su carrera naval en la Armada española donde llegó a desempeñar la comandancia del bergantín Confianza. En 1821 se puso a las órdenes de la Armada Colombiana, en la cual se le incorporó con el grado de teniente de fragata, cuando la provincia de Maracaibo proclama la República el 17 de febrero de 1821. Al mando del pailebot de guerra Pájaro Verde, hostilizó a los realistas de Maracaibo especialmente a los que estaban ubicados en las baterías ambulantes de Los Puertos de Altagracia (Edo. Zulia). Pasó luego a comandar el pailebot de guerra Carabobo con el cual realizó exitosa campaña naval entre Maracaibo y Santa Marta (Colombia) al liberar las costas de embarcaciones enemigas.
Regresa a Maracaibo al ser tomada la ciudad por las tropas españolas del general Francisco Tomás Morales, el 6 de septiembre de 1822. Se traslada a Moporo con el parque de artillería que habían podido sacar de la mencionada ciudad, luego se traslada a Gibraltar donde cumpliendo órdenes del general Lino de Clemente y Palacios inutiliza el parque echándolo al agua. 
Urribarrí es destinado a la población de Betijoque (Edo. Trujillo) en calidad de Habilitado de teniente de navío y en el mes de octubre toma los puertos de Moporo y Tomoporo, después de un cerrado y nutrido tiroteo con los realistas, logrando hacer más de 80 prisioneros, la audaz acción reconocida por el general Clemente, hace que se le destine a vanguardia por tomar a Gibraltar, puerto esté que tomo efectivamente, contraatacado luego por tropas frescas y en mayor número, hubo de retirarse pero fue hecho prisionero el 28 de diciembre.
En 1823 es canjeado en el Puerto de La Guaira e inmediatamente se incorpora a la tripulación de la corbeta de guerra María Francisca, que bloqueaba a la plaza de Puerto Cabello (Edo. Carabobo) bajo las órdenes del capitán de navío Juan Daniels. Luego es destinado como segundo comandante de la corbeta de guerra Boycá con destino a incorporarse al sitió que se le tenía en la ciudad de Maracaibo. En mayo de ese mismo año, cuando la Escuadra Republicana, al mando del capitán de navío José Prudencio Padilla, procede al forzamiento de la barra de Maracaibo, Urribarrí ayudó a determinar la ruta y al mando del bergantín de guerra Confianza, tomó parte de la Batalla Naval del Lago de Maracaibo el 24 de julio, en el cual venció a dos de los buques realistas.
En el mes de agosto es designado comandante del bergantín-goleta Maratón y bajo las órdenes del capitán de Clemente Castell condujo a los rendidos de Maracaibo hasta la Isla de Cuba. Fue comandante de las goletas de Guerra Antonia Manuela e Independencia. 
En 1825 desterró a piratas y corsarios que acosaban las costas de Cabo Codera y la isla La Orchila e igual comisión efectuó en aguas de las islas de Vieques y Puerto Rico, comisión que efectuó satisfactoriamente hasta marzo de 1826. El 6 de abril de ese año asciende a Teniente de Navío. En el mes de octubre es nombrado comandante del pailebot de guerra Telégrafo y en diciembre del Rafaelito.
Desde finales de 1826 hasta 1827 realizó misión de guardacostas en aguas orientales y luego en el Saco de Maracaibo, con el fin de limpiarlas de los contrabandistas. En el mes de abril solicita licencia por seis meses por enfermedad, reincorporándose en el mes de septiembre al mando de la goleta de guerra Atrevida Maracaibera. 
En 1830 solicita Letras de Retiro que le son otorgadas. En 1835 defiende el gobierno del doctor José María Vargas contra la Revolución Reformistas. Como comandante de la piragua Casanova ingresa a la Escuadra Constitucional, el 4 de septiembre fue llamado de nuevo al servicio activo y ocupa el mando de la Goleta de guerra Constitución. Luego solicita su retiro a su tierra natal donde finalmente fallece el 15 de julio de 1848.
Llevan su nombre la Avenida principal que comunica la Ciudad de Cabimas con los poblados de El Mene, Puerto Escondido, Santa Rita, y Barrancas, también una plaza en la isla de San Carlos y  una institución educacional en Cabimas.
Relatos sobre Pedro Lucas Urribarrí: fue devoto de la Virgen del Rosario de Aránzazu, a quien en una travesía por las costas zulianas se encomendó para encontrar tierra después de estar a la deriva. Prometió a la que si tocaba tierra se casaría con la primera mujer soltera que encontrase.
A las orillas del Lago de Maracaibo, en su costa oriental, por fin su embarcación tocó tierra y se encontró con una niña de 10 años de edad, con quién conversó y le pidió por favor que le llevase en presencia de sus padres a quienes Urribarrí pidió a la pequeña en matrimonio, sin embargo ellos se opusieron debido a que aun era una niña y a la gran diferencia de edades.
Sin embargo llegaron a un acuerdo, Pedro Lucas debería esperar hasta que la niña se mayor de edad. El tiempo transcurrió y Urribarrí estuvo construyendo una iglesia en agradecimiento a su Virgen. Urribarrí se casó por fin y la imagen de la Virgen del Rosario de Aránzazu a la cual se encomendó es la que se encuentra en la población de Santa Rita en el estado Zulia de Venezuela.